# Tessé-la-Madeleine
Tessé-la-Madeleine – miejscowość i gmina we Francji, w regionie Normandia, w departamencie Orne.
Według danych na rok 1990 gminę zamieszkiwało 1091 osób, a gęstość zaludnienia wynosiła 278 osób/km² (wśród 1815 gmin Dolnej Normandii Tessé-la-Madeleine plasuje się na 209. miejscu pod względem liczby ludności, natomiast pod względem powierzchni na miejscu 973.).